# Georg Friedrich Wilhelm Alers

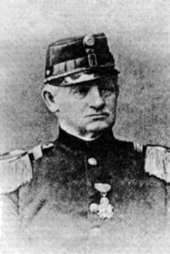
Georg Friedrich Wilhelm Alers

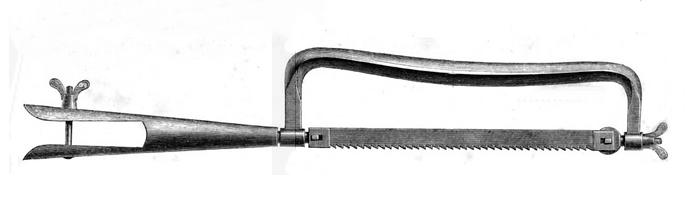
Die von Alers erfundene Flügelsäge

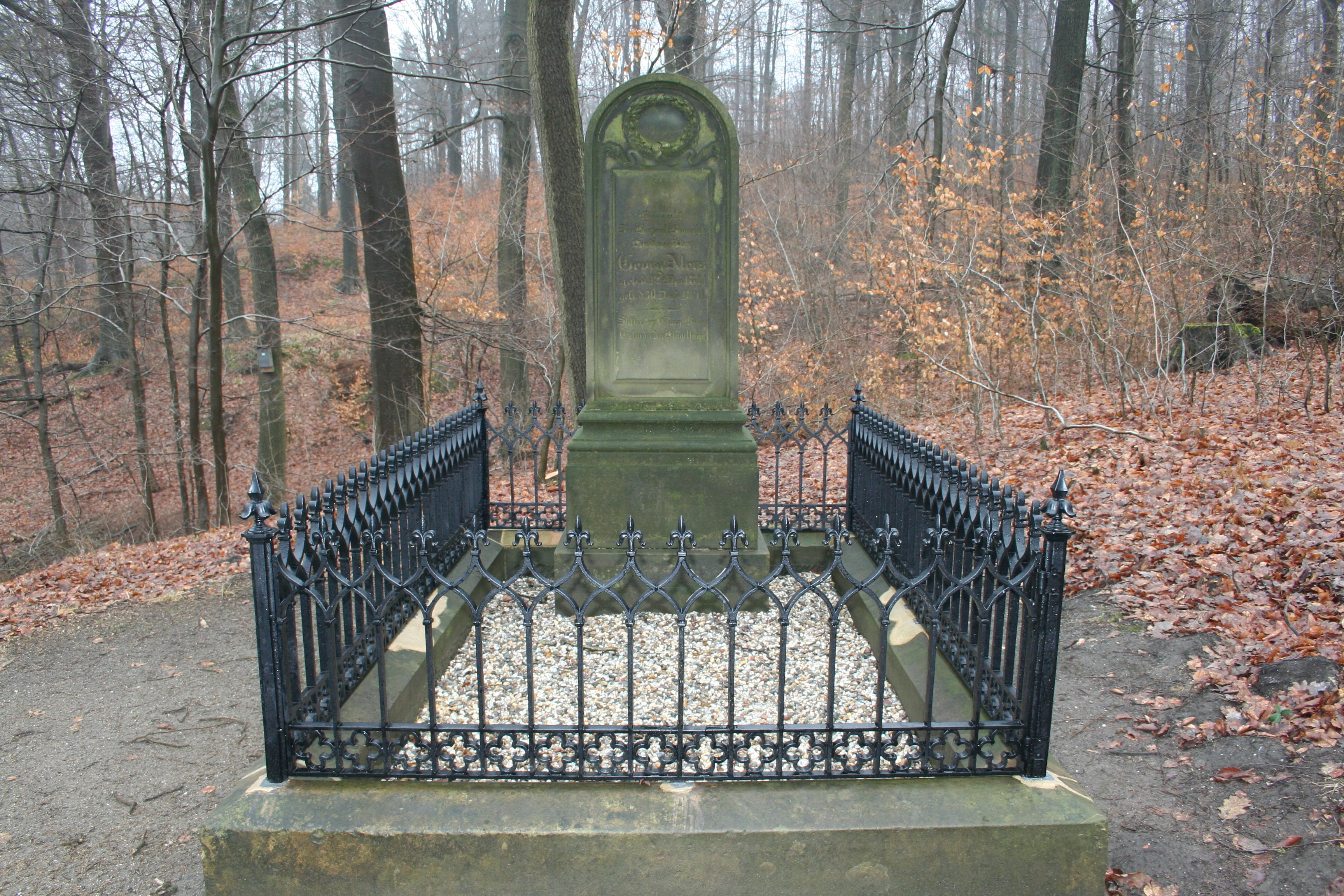
Grab von Alers in Bad Helmstedt

Georg Friedrich Wilhelm Alers (* 12. Mai 1811 in Braunschweig; † 31. Dezember 1891 in Helmstedt) war ein deutscher Forstsachverständiger und Stifter des Clarabads in Bad Helmstedt.

## Leben
Georg Alers stammte aus einer Hugenottenfamilie, die sich ursprünglich des Alleurs schrieb und auf das Adelsgeschlecht Croismare zurückging. Er besuchte Gymnasien in Helmstedt und Braunschweig. Die Bekanntschaft mit Friedrich Wilhelm Leopold Pfeil führte ihn zur weiteren Ausbildung nach Berlin. Nach dem Studium der Forstwissenschaft und naturwissenschaftlicher Fächer in Berlin und Tübingen ging Alers auf Reisen, ehe er 1832 seine erste Anstellung als Revierjäger in Runstedt antrat. Später arbeitete er in Braunschweig, Königslutter, Stiege im Harz, Calvörde und Helmstedt. Schon früh begann er forstwissenschaftliche Arbeiten zu veröffentlichen. 1868 erfand er die Flügelsäge zur Wertästung ohne Leiter. Diese Erfindung wurde in mehreren Ländern patentiert und machte Alers noch bekannter als seine bis dahin bereits erschienenen Schriften. 
1869 kaufte er sich die Obere Holzmühle im Brunnental in Bad Helmstedt. Auf dem Grundstück befanden sich zwei Quellen, die sich wegen ihrer Temperatur und ihres Schwefel- und Eisengehaltes für die Einrichtung eines Badebetriebs eigneten. Die Mühle wurde 1871/72 zu dem nach Alers Tochter benannten Clarabad umgebaut. 
Alers, der hochdekoriert starb, wurde oberhalb dieses Bades auf einem Hügel beerdigt.

## Publikationen
- Das v. Alemann’sche Forstculturverfahren in seiner Anwendung auf das Herzoglich braunschweigische Forstrevier Calvörde. In: Allgemeine Forst- und Jagd-Zeitung 28. 1852, 361–366.
- Chronik des Forstreviers Calvörde. angelegt vom Revierförster A. mit Anfang des Jahres 1855, Ms. o. J. (Forstamt Haldensleben)
- Ueber das Aufästen der Waldbäume durch Anwendung der Höhen- oder Flügelsäge. 1868.
- Der Drömling, ein forst- und landwirthschaftliches Fragment. In: Allgemeine Forst- und Jagd-Zeitung 54. 1878, 185–193.
- Der Wildwechsel. Allen Jägern und Jagdfreunden als Begleiter auf Anstand und Pürsche gewidmet. 1885.
- Die Speisekarte unserer Waldtiere in schneereichen, strengen Wintern. 1888.